# François Hinard
 (décembre 2018).
Si vous disposez d'ouvrages ou d'articles de référence ou si vous connaissez des sites web de qualité traitant du thème abordé ici, merci de compléter l'article en donnant les références utiles à sa vérifiabilité et en les liant à la section « Notes et références ».
François Hinard, né le 27 septembre 1941 à Neuilly-sur-Seine et mort le 19 septembre 2008 dans le 14e arrondissement de Paris, est un universitaire et historien français, spécialiste de l'histoire romaine.

## Biographie
François Hinard fait ses études supérieures à la faculté des lettres de Paris et se spécialise dans l'histoire romaine. En 1967, il est reçu au concours de l'agrégation de lettres classiques, et commence à enseigner comme professeur de lettres au lycée de Poissy. Dans le même temps, il est chargé de cours de français à l'université Paris-Nanterre puis de latin à l’université du Mans.
Sa carrière universitaire se poursuit à l’Université Charles-de-Gaulle - Lille 3, où il est assistant puis maître-assistant de latin entre 1972 et 1983.
En 1981, il est nommé professeur d’histoire ancienne à l’École spéciale militaire de Saint-Cyr à Coëtquidan, où il enseigne jusqu'en 1990.
En 1982, François Hinard soutient sa thèse de doctorat d'État à l'université Panthéon-Sorbonne sur Les proscriptions de la Rome républicaine, avec la mention Très honorable (à l’unanimité), qui est publiée en 1985 par l’École française de Rome. Il affirme plus tard regretter l'emploi de la méthode prosopographique dans celle-ci : la proscription passant par la condamnation de la mémoire des proscrits, il est vain de tenter d'en dresser une liste exhaustive.
De 1983 à 1989, il est professeur d’histoire romaine et d’archéologie à l’université de Caen, où il assume pendant trois ans la direction de l’UFR d’histoire (1985-1988).
En 1989, il devient professeur de « Civilisations de l’Antiquité » à l’université Paris-Sorbonne. Il a dirigé huit thèses dans cette université et dirigé un « groupement de recherche » du CNRS et des universités de Paris, Bordeaux, Nancy et Lyon pour l’édition, la traduction et le commentaire de l’historien grec Dion Cassius (deux volumes parus, deux en préparation).
De 1993 à 1995, il assume les fonctions de directeur scientifique « Lettres et sciences humaines », puis de directeur de l’ « Information scientifique et technique et des bibliothèques » au ministère de l’Enseignement supérieur et de la Recherche.
De 1995 à 1998, il est recteur de l’académie de Reims, chancelier des universités.
François Hinard fut, en outre, membre du conseil scientifique de l’École normale supérieure (1987-1991), membre du conseil d’administration de la Bibliothèque nationale (1982-1993), membre des commissions du CNRS « L’information scientifique et sa diffusion » et « Les mondes de l’Antiquité classique » (1987-1991).
Il fut également directeur de collections pour un certain nombre de maisons d'édition :
- Collection Realia, aux Éditions des Belles-Lettres ;
- Collection Antiques, chez de Boccard éditeur ;
- Collection Passé-Présent, aux Presses universitaires de Paris-Sorbonne.

et directeur d’ouvrage collectif aux Éditions Fayard.
Il fut membre du conseil d'administration de l'association Le Souvenir français.
François Hinard est décédé le 19 septembre 2008 des suites d'un cancer.
Un livre d'hommages a été publié en 2010 sous la coordination de Yann Le Bohec par ses collègues, élèves et amis : État et société aux deux derniers siècles de la République romaine : hommage à François Hinard,.
Quarante de ses articles ont été réunis en 2011 à l'initiative d'Estelle Bertrand, avec une préface de Jean-Michel Roddaz : Rome, la dernière République: recueil d'articles aux Éditions Ausonius.

## Publications

### Ouvrages
- Introduction bibliographique pour l’étude de l’Antiquité (en collaboration avec Georges Losfeld, pour la partie grecque), Lille, 1976, 195 p.
- Les proscriptions de la Rome républicaine, Rome, École française de Rome, Coll. de l’École française de Rome no 83, Rome, 1985, 605 p.
- Sylla, Paris, Fayard, 1985, 327 p.  (ISBN 2-213-01672-0). (Traduction italienne : Silla, Rome, Salerno, 1990).
- La République romaine, PUF, coll. Que sais-je ?, Paris, 1992.
- « Lex Libitinaria ». L’espace civique et la mort (édition, traduction et commentaire d’une inscription de Pouzzoles), Paris, de Boccard, 2002.
- Dion Cassius, Histoire romaine, livres 41 & 42, édition, traduction & commentaire (en collaboration avec P. Cordier et M.-L. Freyburger), Paris, Les Belles Lettres, Coll. des Universités de France, 2002.

#### Ouvrages collectifs
- Histoire romaine, Tome 1 : Des origines à Auguste (direction d’ouvrage et écriture, en collaboration avec Dominique Briquel, Giovanni Brizzi et Jean-Michel Roddaz), Paris, Fayard, 2000, 1075 p.  (ISBN 2-213-03194-0)
- La Mort, les morts et l’au-delà dans le monde romain, actes du colloque, Caen (20-22 novembre 1985), Caen, 1987, 375 p.
- La Mort au quotidien dans le monde romain, actes du colloque de la Sorbonne (7-9 octobre 1993), Paris, de Boccard, 1995, 257 p.
- Dictatures, actes de la table ronde, Paris (27-28 février 1984), Paris, de Boccard, 1988, 112 p.
- François Hinard et Manuel Royo (dir.), Rome. L’espace urbain et ses représentations, Paris, Presses universitaires de Paris-Sorbonne, 1992, 288 p.

### Articles
1. Le pro Quinctio, un discours politique ?, REA LXXVII, 1975, 88-107.
2. Remarques sur les praecones et le praeconium dans la Rome de la fin de la République, Latomus XXXV, 1976, 730-746.
3. L. Cornelius Chrysogonus et la portée politique du pro Roscio Amerino, Liverpool Classical Monthly 4, 1979, 75-76.
4. Paternus inimicus : sur une expression de Cicéron, Mélanges Wuilleumier, Paris, 1980, 197-210.
5. La proscription de 82 et les Italiens, Les Bourgeoisies municipales italiennes aux IIe et Ier siècles a.C., Naples, 1983, 325-331.
6. La Naissance du mythe de Sylla, REL LXII, 1984, 81-97.
7. Sur les liberi proscriptorum. Approches prosopographique et juridique d’un problème politique, Mélanges Guarino, Naples, 1984, 1889-1907.
8. La Male Mort. Exécutions et statut du corps au moment de la première proscription, in Du Châtiment dans la cité. Supplices corporels et peine de mort dans le monde antique, Rome, École française, 1984, 295-311.
9. La déposition du consul de 88, Q. Pompeius Rufus, et la première prise de Rome par les armes, Kentron 1, 1, 1985, 3-5.
10. Mais qui donc a tué Gratidianus ?, Kentron 2, 5, 1986, 118-122.
11. Sur une autre forme de l’opposition entre uirtus et fortuna, Kentron 3, 1, 1987, 17-20.
12. Spectacle des exécutions et espace urbain, L’VRBS. Espace urbain et histoire, Rome, 1987, 111-125.
13. Cicéron et Norbanus, Kentron 3, 3, 1987, 87-92.
14. De La Dictature à la tyrannie. Réflexions sur la dictature de Sylla, Dictatures, Paris, de Boccard, 1988, 87-96.
15. Marius, Sylla et l’Afrique ", VIo colloquio L’Africa Romana, Sassari, 1989, 81-88.
16. Solidarités familiales et ruptures à l’époque des guerres civiles, Table ronde Parentés et stratégies dans l’Antiquité romaine, Rome, École française, 1990, 555-570.
17. M. Terentius Varro Lucullus, fils du consul de 73 a.C., Latomus 49, 2, 1990, 421-424.
18. Les révoltes militaires dans l’armée romaine républicaine, BAGB 1990, 2, 149-154.
19. Les partis pris politiques du jeune Horace, Kentron 6, 5, 1990, 103-113.
20. Philologie, prosopographie et histoire : à propos de L. Fabius Hispaniensis, Historia 40, 1991, 113-119.
21. De la République à l’Empire : révolution et restauration, Colloque L’Idée de révolution (23 septembre 1989), Cahiers de Fontenay-Saint-Cloud 63-64, 1991, 71-80.
22. La militarisation de l’Afrique romaine, Antiquités africaines 27, 1991, 33-38.
23. C. Sosius et le temple d’Apollon, Kentron 8, 2, 1992, 57-72.
24. « Aulu Gelle et le serment » - Au Miroir de la culture antique, Mélanges René Marache, Rennes, 1992, 287-301.
25. Sacramentum, Athenaeum 81, 1993, 251-263.
26. Le legs de la cité antique, Revue des sciences morales & politiques 2, 1993, 195-228
27. Pax Romana. Naissance et signification, Les Fondements de la Paix, P. Chaunu ed., Paris, 1993, 63-78.
28. L’élargissement du pomerium. L’Italie et l’espace urbain de Rome, La ciutat en el mondo romàno, Tarragona, 1994, 2 vols in 4°, 233-237 (XIV Congreso Internacional de Arqueologia Clásica, Tarragona, 1993).
29. La dittatura costituente di Silla, Seminari di storia e di diritto, a cura di A. Calore, Milan, Giuffrè, 1995, 1-10.
30. Confiscation et consécration des biens, Index 23, 1995, 405-411.
31. La « Loi de Pouzzoles » et les pompes funèbres, La Mort au quotidien dans le monde romain, Actes du colloque de la Sorbonne (7-9 octobre 1993), Paris, de Boccard, 1995, 205-212.
32. L’Europe gréco-romaine, Histoire des Populations de l’Europe, J.-P. Bardet & J. Dupâquier edd., Paris, Fayard, 1997, 93-132 (en coll. avec P. Salmon & J.-N. Corvisier).
33. Vibius Pansa ou Caetronius ?, Mnemosyne 52, 1999, 202-206.
34. Dion Cassius et l’abdication de Sylla, REA, 101, 3-4, 1999, 427-432.
35. À Rome, pendant la guerre de Sicile (264-241 a.C.), RSA 2000, 1-17
36. « Rome des origines à la fin de la République », Revue Historique, vol. 561,‎ 1987, p. 129-180 (lire en ligne)
37. Rome des origines à la fin de la République, in Revue Historique I.2. CCLXXIX, 1, 1988, 129-180
38. Rome des origines à la fin de la République, in Revue Historique II.1. 603, juillet septembre 1997, 115-135
39. Rome des origines à la fin de la République, in Revue Historique II.2. 606, avril juin 1998, 409-440
40. Rome des origines à la fin de la République, in Revue Historique 607, juillet septembre 1998, 617-642
41. Rome des origines à la fin de la République, in Revue Historique II.3. 612, octobre décembre 1999, 833-858

- Plus de cent comptes-rendus dans des revues françaises et étrangères

## Distinctions
- Chevalier de la Légion d'honneur
- Chevalier de l'ordre des Arts et des Lettres
- Commandeur de l'ordre des Palmes académiques
- Chevalier de l'ordre du Mérite agricole